# Arbeitsförderungsgesetz
Das deutsche Arbeitsförderungsgesetz (AFG) – mit vollem Titel „Gesetz über die Leistungen und Aufgaben zur Beschäftigungssicherung und zur Förderung des Wirtschaftswachstums“ – löste 1969 das Gesetz über Arbeitsvermittlung und Arbeitslosenversicherung aus dem Jahr 1927 ab und war bis zum 31. Dezember 1997 Grundlage des Arbeitsförderungsrechts. Durch das Arbeitsförderungs-Reformgesetz (AFRG) wurde das Arbeitsförderungsrecht zum 1. Januar 1998 als Drittes Buch (SGB III) in das Sozialgesetzbuch eingeordnet. Mit dem Inkrafttreten des SGB III wurde gleichzeitig das alte AFG außer Kraft gesetzt.

1986 stand die Änderung des § 116 AFG (heute § 160 SGB III) im Mittelpunkt einer politischen Debatte bezüglich der Zahlung von Arbeitslosengeld bei Schwerpunktstreiks: 